# Чёрные голуби
«Чёрные голуби» (англ. Black Doves) — британский шпионский триллер, созданный Джо Бартоном. Главную роль исполнила Кира Найтли. Премьера сериала состоялась 5 декабря 2024 года на Netflix.
Перед премьерой 5 декабря 2024 года сериал был продлён на второй сезон.

## Сюжет
Хелен Уэбб, любящая мать и жена политика, в свободное время занимается шпионажем. На протяжении многих лет она работает на тайную организацию «Чёрные голуби», которой передаёт все секреты мужа. У Хелен начинается страстный роман, который может поставить под угрозу её тайну. Когда её возлюбленный становится жертвой преступного мира Лондона, работодатели Хелен отправляют на её защиту старого друга Сэма.

## В ролях
- Кира Найтли — Хелен Уэбб[4]
- Сара Ланкашир — Рид
- Бен Уишоу — Сэм Янг
- Эндрю Кодзи — Джейсон Дэвис
- Эндрю Бьюкен — Уоллес Уэбб
- Омари Дуглас — Майкл
- Кэтрин Хантер — Ленни Лайнс
- Сэм Троутон — Стивен Яррик
- Элла Лили Хайланд — Уильямс
- Адам Сильвер — Арни
- Кен Нвосу — Билл
- Габриэль Криви — Элеонор
- Изабелла Вэй — Кай-Мин
- Натан Стюарт-Джарретт — Зак

## Список эпизодов
| № | Название                                          | Режиссёр      | Автор сценария | Дата премьеры  |
| - | ------------------------------------------------- | ------------- | -------------- | -------------- |
| 1 | «Любить тогда» «To Love Then»                     | Алекс Габасси | Джо Бартон     | 5 декабря 2024 |
| 2 | «Маленький черный голубь» «A Little Black Dove»   | Алекс Габасси | Джо Бартон     | 5 декабря 2024 |
| 3 | «Грядущая ночь» «The Coming Night»                | Алекс Габасси | Джо Бартон     | 5 декабря 2024 |
| 4 | «Время взрывов» «Go Bang Time»                    | Лиза Ганнинг  | Джо Бартон     | 5 декабря 2024 |
| 5 | «Цена всего этого» «The Cost of It All»           | Лиза Ганнинг  | Джо Бартон     | 5 декабря 2024 |
| 6 | «В глухой середине зимы» «In the Bleak Midwinter» | Лиза Ганнинг  | Джо Бартон     | 5 декабря 2024 |

## Производство
О начале работы над сериалом стало известно в апреле 2023 года. Автором сценария и продюсером сериала выступит Джо Бартон с компанией Noisy Bear, а также продюсерскую компанию Sister.
Съёмки начались в Лондоне в октябре 2023 года. В том же месяце к актерскому составу присоединились Сара Ланкашир и Бен Уишоу, а также Эндрю Бьюкен, Омари Дуглас, Эндрю Кодзи, Кэтрин Хантер, Сэм Троутон, Элла Лили Хайланд, Адам Сильвер, Кен Нвосу и Габриэль Криви. В марте 2024 года к актёрскому составу присоединились Адиль Ахтар, Трейси Ульман, Финн Беннетт и Лютер Форд. Продлён на второй сезон.
Премьера сериала состоялась 5 декабря 2024 года на Netflix.